# Emblyna burjatica
Emblyna burjatica är en spindelart som först beskrevs av Sergei N. Danilov 1994.  Emblyna burjatica ingår i släktet Emblyna och familjen kardarspindlar. Inga underarter finns listade i Catalogue of Life.